# Culture Biblioteche in rete
CUBI - Culture | Biblioteche | In rete è un Sistema bibliotecario che coordina e supporta l'attività di 70 biblioteche diffuse su un territorio che attraversa 59 Comuni nell’area a est della Città metropolitana di Milano e della provincia di Monza e della Brianza, offrendo i propri servizi ad un bacino d’utenza di circa 650.000 persone.
Il Sistema si è costituito in Azienda speciale consortile il 19 luglio 2022, con atto di stipula firmato dai sindaci e dalle sindache dei 52 Comuni partner (in data successiva hanno formalizzato la loro adesione all’Azienda altri 6 Comuni); la forma giuridica adottata è disciplinata nell'ordinamento italiano dall'art.114 del Testo Unico degli Enti Locali (TUEL) (D.Lgs 267/2000). 

## Servizi
L'Azienda mette a disposizione due categorie di servizi:
1. Servizi di base (erogati a tutti i Comuni soci);
2. Servizi a domanda (erogati solo ai Comuni che li richiedono e li finanziano).

I servizi di base sono stati forniti in passato dal precedente assetto istituzionale dell'ente (che si basava sull'istituto della "convenzione" ex art. 30 del TUEL) a tutti i Comuni e sono ora erogati in continuità dalla nuova compagine aziendale. Nello specifico, i servizi di base riguardano tra le altre cose le seguenti attività di back-office per le biblioteche comunali:
- catalogazione del materiale librario;
- gestione dell'infrastruttura tecnologica necessaria ai servizi bibliotecari (software di gestione delle biblioteche, canoni delle linee-dati, assistenza hardware, altri canoni per software gestionali, posta elettronica, gestione del sito web, ecc.);
- stipulazione di contratti di fornitura di servizi da terzi relativi a logistica (spostamento libri tra le sedi) e forniture di materiale editoriale cartaceo e digitale;
- formazione del personale delle biblioteche;
- help-desk tecnico-informatico;
- comunicazione, progettazione, raccolta fondi e sviluppo di processi partecipativi.

I servizi a domanda verranno erogati con gradualità a partire dal primo semestre del 2024 e riguarderanno, in una prima fase:
- la gestione diretta del servizio bibliotecario presso le sedi prive di personale comunale;
- la gestione di aperture al pubblico in fasce orarie aggiuntive (ad esempio in momenti serali o domenicali);
- la gestione di corsi di formazione per l'utenza presso le biblioteche;
- la gestione della comunicazione a supporto di eventi culturali delle biblioteche.

## Storia
Il sistema bibliotecario CUBI è nato nel 2015, dalla collaborazione (realizzata tramite convenzione) dei sistemi bibliotecari Vimercatese (SBV) e Milano Est (SBME).
Dalla sua fondazione CUBI ha consentito di:
- potenziare i servizi bibliotecari e offrire un catalogo di oltre un milione e mezzo di volumi;
- consolidare e mettere in sicurezza i bilanci dei due sistemi bibliotecari;
- razionalizzare i servizi di back office fornendo a tutte le biblioteche servizi di catalogazione, prestito interbibliotecario, fornitura di contenuti digitali e servizi online, centralizzazione degli acquisti e formazione del personale.

Nel 2019 è stata avviata una riflessione partecipata, che è durata due anni e che ha raccolto il contributo di circa 350 persone, culminata nella redazione del Piano strategico per CUBI. Si è trattato di un percorso articolato, che ha visto l’organizzazione di momenti formativi dedicati al personale bibliotecario, la definizione partecipata di una mappa dettagliata delle questioni da affrontare, la realizzazione di indagini conoscitive che hanno raccolto e analizzato i punti di vista del personale e degli amministratori. Sono stati svolti sopralluoghi nelle strutture dell’area CUBI e a questi sono state affiancate visite studio a importanti e innovative realtà bibliotecarie italiane ed europee.
Da questo lavoro è emersa una nuova mission per le biblioteche, che saranno sempre più spazi pubblici piacevoli e accoglienti, al servizio del benessere della comunità e promotori di conoscenze, abilità, competenze e relazioni tra le persone, contribuendo a vivacizzare e valorizzare l’offerta e l’identità culturale locale.
Alla definizione partecipata del Piano Strategico, che ha messo a fuoco missione, visione e obiettivi del Sistema bibliotecario, ha fatto seguito un lavoro di approfondimento tecnico, economico e giuridico che ha individuato nell’Azienda speciale consortile la forma di gestione più adatta a dare concretezza e sostenibilità al progetto.
L’approvazione della trasformazione organizzativa, tramite deliberazione di ognuno dei 58 consigli comunali delle Amministrazioni coinvolte, avvenuta tra marzo e luglio 2022, ha aperto le porte alla stipula del 19 luglio 2022; i sei Comuni che non hanno potuto presenziare all’atto costitutivo hanno formalizzato la propria adesione il 27 ottobre 2022, in occasione della prima seduta dell’Assemblea consortile.

## Comuni aderenti
Al 31/07/2023 aderiscono a CUBI le biblioteche dei Comuni di:
- Agrate Brianza
- Aicurzio
- Arcore
- Basiano (costituito in Unione con Masate)
- Bellinzago Lombardo
- Bellusco
- Bernareggio
- Burago di Molgora
- Busnago
- Cambiago
- Caponago
- Carnate
- Carpiano
- Cassano d'Adda
- Cavenago Brianza
- Cerro al Lambro
- Colturano
- Comazzo
- Concorezzo
- Cornate d'Adda
- Dresano
- Gessate
- Gorgonzola
- Grezzago
- Inzago
- Lesmo
- Liscate
- Masate (costituito in Unione con Basiano)
- Mediglia
- Melegnano
- Melzo
- Mezzago
- Ornago
- Pantigliate
- Paullo
- Peschiera Borromeo
- Pessano con Bornago
- Pioltello
- Pozzo d'Adda
- Pozzuolo Martesana
- Rodano
- Roncello
- Ronco Briantino
- Rozzano
- San Colombano al Lambro
- San Donato Milanese
- San Giuliano Milanese
- San Zenone al Lambro
- Segrate
- Settala
- Sulbiate
- Trezzano Rosa
- Trezzo sull'Adda
- Tribiano
- Truccazzano
- Usmate Velate
- Vaprio d'Adda
- Vimercate
- Vizzolo Predabissi
- Zelo Buon Persico